# Dunelm Group
Dunelm Group plc eller Dunelm er en britisk møbelkæde med 173 butikker i Storbritannien. De har hovedkvarter i Syston, Leicestershire. I 2022 havde de ca. 10.000 ansatte og en omsætning på 1,581 mia. britiske pund.
Dunelm blev etableret i 1979 af Bill Adderley og Jeany Adderley, som en forretning der handlede boligtekstiler i Leicester.